# Kungstravet

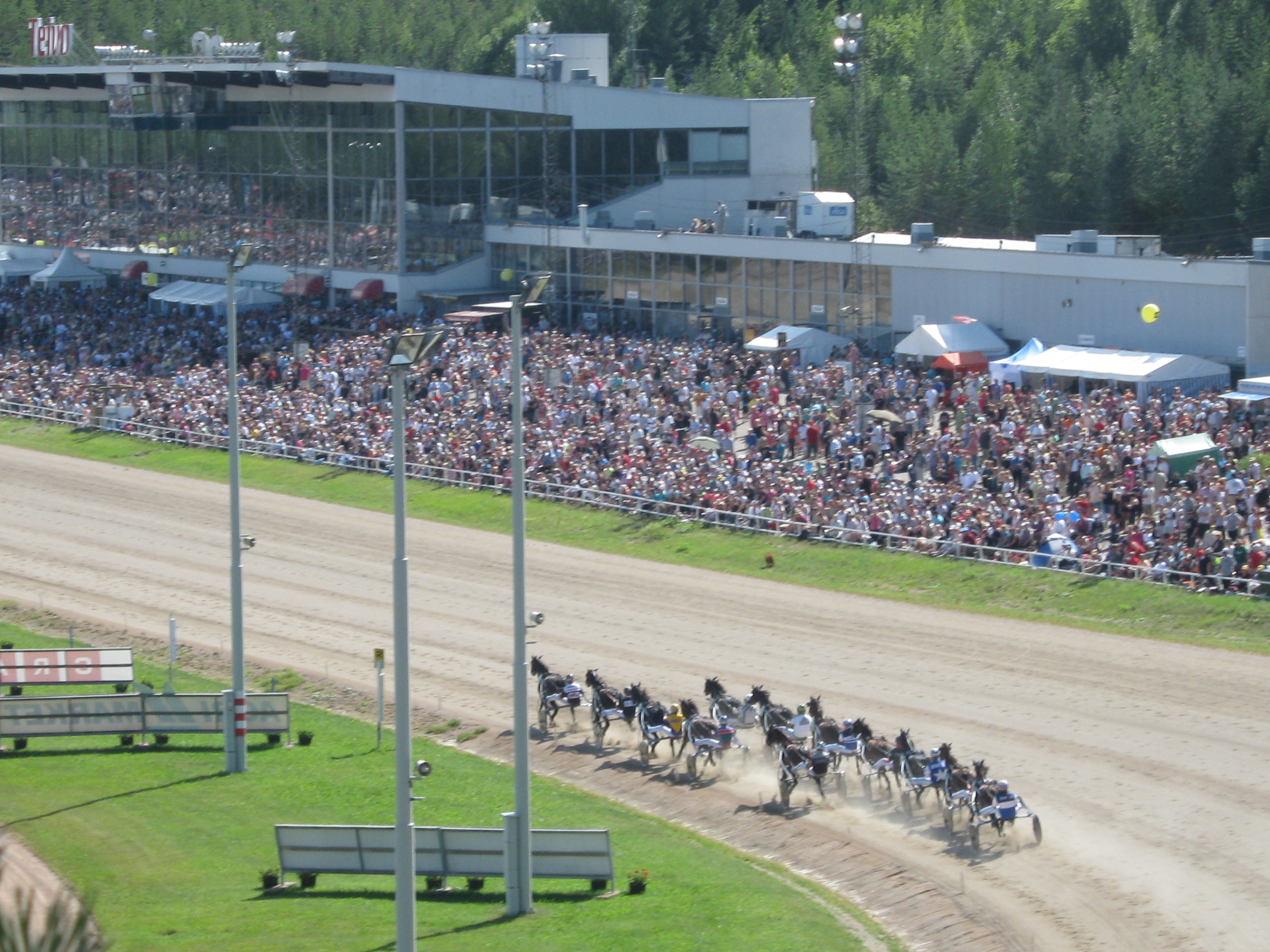
Kungstravet 2011 i Tammerfors.

Kungstravet (finska: Kuninkuusravit) är en travtävling för Finska kallblodiga travhästar. Första Kungstravet kördes 1924 och i dag är det Finlands största och mest prestigefyllda travtävling. Evenemangen anordnas årligen på olika travbanor.
Tävlingen består av tre loppar för båda könen som körs under två dagar. Lördagens lopp är 2 100 meter och på söndagen tävlas i två lopp, 1 609 och 3 100 meter. Hästar som har bästa totaltiden kröns till Travkung (Ravikuningas) och Travdrottning (Ravikuningatar). Valacker har inte rätt att delta i tävlingen. Från 1924 till 1947 tävlade hingstar och ston i samma kategori. Till 1956 krönades snabbaste ston också till Travkungen om hon hade bättre tid än det bästa hingst.

## Kungstravet 1924–2016
| År   | Plats         | Travkung          | Kusk                 | Travdrottning    | Kusk                 | Publik    |
| ---- | ------------- | ----------------- | -------------------- | ---------------- | -------------------- | --------- |
| 1924 | Lahtis        | Huovi             | Evert Järvinen       |                  |                      | 0 –       |
| 1925 | Lahtis        | *Reippaan Liisu   | Kyösti Massinen      |                  |                      | 0 –       |
| 1926 | Lahtis        | Murto             | Kauko Eestilä        |                  |                      | 0 –       |
| 1927 | Lahtis        | Kirri             | Viljam Mattila       |                  |                      | 0 –       |
| 1928 | Lahtis        | Pamun-Humu        | Fritz Buttenhoff     |                  |                      | 01 800    |
| 1929 | Lahtis        | Murto             | Kauko Eestilä        |                  |                      | 0 –       |
| 1930 | Lahtis        | *Tomu             | Frans Vanhatalo      |                  |                      | 0 –       |
| 1931 | Helsingfors   | *Tomu             | Frans Vanhatalo      |                  |                      | 0 –       |
| 1932 | Tammerfors    | *Tomu             | Frans Vanhatalo      |                  |                      | 01 300    |
| 1933 | Seinäjoki     | *Tomu             | Frans Vanhatalo      |                  |                      | 02 800    |
| 1938 | Viborg        | Lohdutus          | Toivo Pohjala        |                  |                      | 01 500    |
| 1939 | Åbo           | Lohdutus          | Toivo Pohjala        |                  |                      | 04 100    |
| 1943 | Seinäjoki     | Eri-Aaroni        | Arvi Räikkönen       |                  |                      | 09 200    |
| 1945 | Tammerfors    | Valokas           | Oiva Laine           |                  |                      | 15 000    |
| 1946 | Lahtis        | Eri               | Matti Liikkanen      |                  |                      | 12 500    |
| 1947 | Helsingfors   | Eri-Vili          | Jalmari Haaja        |                  |                      | 10 000    |
| 1948 | Joensuu       | Eri-Vili          | Jalmari Haaja        | Ilo              | Urho Ali-Mäkilä      | 15 000    |
| 1949 | Åbo           | Akapeetus         | Jukka Perttula       | Murrokas         | Arvo Surakka         | 19 000    |
| 1950 | Björneborg    | Akapeetus         | Jukka Perttula       | Esta             | Pekka Lohioja        | 19 000    |
| 1951 | Seinäjoki     | Akapeetus         | Jukka Perttula       | Vilkku           | Risto Kähärä         | 17 988    |
| 1952 | Kouvola       | Amor              | Bertel Hakalax       | Lilli            | Markku Olenius       | 20 000    |
| 1953 | Tammerfors    | Amor              | Bertel Hakalax       | A.K. Tyttö       | Henrik Holmbäck      | 16 000    |
| 1954 | Uleåborg      | Erkko             | Olof Westerlund      | A.K. Tyttö       | Henrik Holmbäck      | 15 000    |
| 1955 | Villmanstrand | Erkko             | Olof Westerlund      | Suhina           | Antti Hämylä         | 25 000    |
| 1956 | Riihimäki     | *Suhina           | Antti Hämylä         |                  |                      | 17 000    |
| 1957 | Karleby       | Erkko             | Olof Westerlund      | Suhina           | Antti Hämylä         | 15 000    |
| 1958 | Lahtis        | Ero-Lohko         | Kaarlo Partanen      | Suhina           | Antti Hämylä         | 13 000    |
| 1959 | Kuopio        | Ero-Lohko         | Kaarlo Partanen      | Sato-Satu        | Pentti Yli-Houhala   | 19 500    |
| 1960 | Helsingfors   | Ero-Lohko         | Kaarlo Partanen      | Sato-Satu        | Tuomo Mäkelä         | 11 500    |
| 1961 | Vasa          | Ero-Lohko         | Kaarlo Partanen      | M.T. Sutka       | Tauno Jortikka       | 12 000    |
| 1962 | Jyväskylä     | Ihme-Toti         | Asko Vertanen        | Sato-Satu        | Tuomo Mäkelä         | 14 000    |
| 1963 | Åbo           | Eri-Poika         | Lauri Kontio         | Eri-Hotti        | Lauri Malinen        | 11 000    |
| 1964 | Kouvola       | Askare            | Viljo Keskinen       | Helätin          | Lauri Kokko          | 13 133    |
| 1965 | Seinäjoki     | Puhemies          | Allan Korpi          | Helätin          | Lauri Kokko          | 16 000    |
| 1966 | Björneborg    | Riuska            | Adam Arponen         | Helätin          | Lauri Kokko          | 15 000    |
| 1967 | Kuopio        | Uusi-Veto         | Martti Isosalo       | Marinka          | Veikko Kalliosalo    | 13 298    |
| 1968 | Forssa        | Uusi-Veto         | Martti Isosalo       | Karina           | Antti Metsola        | 16 885    |
| 1969 | Uleåborg      | Forte             | Ville Pernaa         | Marinka          | Veikko Kalliosalo    | 15 309    |
| 1970 | Helsingfors   | Forte             | Ville Pernaa         | Tella            | Veikko Okkola        | 16 190    |
| 1971 | Vasa          | Alo-Valo          | Veikko Suikki        | Tella            | Veikko Okkola        | 17 000    |
| 1972 | Björneborg    | Alo-Valo          | Veikko Suikki        | Tella            | Veikko Okkola        | 17 372    |
| 1973 | Kouvola       | Vieteri           | Kaarlo Partanen      | Ilori            | Risto Lanki          | 21 210    |
| 1974 | Lahtis        | Vieteri           | Kaarlo Partanen      | Riuskan-Tyttö    | Martti Törnvall      | 32 796    |
| 1975 | Seinäjoki     | Eri-Teräs         | Antti Hannula        | Tarja-Tuulikki   | Eino Könönen         | 30 000    |
| 1976 | Jyväskylä     | Vieteri           | Kaarlo Partanen      | Riuskan-Tyttö    | Martti Törnvall      | 28 000    |
| 1977 | Villmanstrand | Vieteri           | Kaarlo Partanen      | Viluma           | Aila Wägg            | 28 793    |
| 1978 | Tammerfors    | Vieteri           | Kaarlo Partanen      | Aiheen-Ilo       | Helge Tuurinkoski    | 28 754    |
| 1979 | S:t Michel    | Vekseli           | Pentti Savolainen    | Lenita           | Hannu Nyman          | 38 444    |
| 1980 | Björneborg    | Vekseli           | Pentti Savolainen    | Pimari           | Unto Järveläinen     | 22 117    |
| 1981 | Uleåborg      | Vekseli           | Pentti Savolainen    | Hipo             | Tapio Perttunen      | 25 137    |
| 1982 | Kuopio        | Vekseli           | Pentti Savolainen    | Puhetyttö        | Seppo Ristimäki      | 29 000    |
| 1983 | Åbo           | Vireeni           | Allan Korpi          | Hulpu            | Reino Salmela        | 22 984    |
| 1984 | Joensuu       | Vekseli           | Pentti Savolainen    | Vekkuliina       | Pentti Savolainen    | 26 195    |
| 1985 | Kaustby       | Vireeni           | Allan Korpi          | Vekkuliina       | Pentti Savolainen    | 30 715    |
| 1986 | Torneå        | Vireeni           | Ilkka Korpi          | Vekkuliina       | Pentti Savolainen    | 40 165    |
| 1987 | Lahtis        | Vekke             | Reijo Borgström      | Valomerkki       | Antti Teivainen      | 35 461    |
| 1988 | Forssa        | Patrik            | Risto Lanki          | Valomerkki       | Antti Teivainen      | 27 541    |
| 1989 | Seinäjoki     | Patrik            | Risto Lanki          | Valomerkki       | Antti Teivainen      | 42 115    |
| 1990 | Kouvola       | Patrik            | Risto Lanki          | Valomerkki       | Antti Teivainen      | 37 666    |
| 1991 | Jyväskylä     | Patrik            | Risto Lanki          | Totina           | Aki Antti-Roiko      | 40 106    |
| 1992 | Helsingfors   | Ponseri           | Anssi Niininen       | Vipu             | Sakari Vanha-Rauvola | 36 676    |
| 1993 | Villmanstrand | Pette             | Harri Koivunen       | Vipu             | Sakari Vanha-Rauvola | 29 588    |
| 1994 | Uleåborg      | Pette             | Harri Koivunen       | Luisteri         | Antti Teivainen      | 26 093    |
| 1995 | Tammerfors    | Rikhart           | Pekka Vilpponen      | Luisteri         | Antti Teivainen      | 36 196    |
| 1996 | S:t Michel    | Viesker           | Kaarlo Ahokas        | I.P. Sukkula     | Heikki Parviainen    | 39 260    |
| 1997 | Ylivieska     | Viesker           | Kaarlo Ahokas        | Vintar           | Rainer Björkroth     | 38 540    |
| 1998 | Kuopio        | Viesker           | Kaarlo Ahokas        | Uja              | Risto Tupamäki       | 46 213    |
| 1999 | Björneborg    | Viesker           | Kaarlo Ahokas        | I.P. Sukkula     | Heikki Parviainen    | 47 109    |
| 2000 | Joensuu       | Viesker           | Kaarlo Ahokas        | I.P. Sukkula     | Heikki Parviainen    | 48 654    |
| 2001 | Åbo           | Santeri Dahlia    | Jukka-Pekka Kauhanen | V.H. Suvitar     | Ari Moilanen         | 49 318    |
| 2002 | Kaustby       | Santeri Dahlia    | Jukka-Pekka Kauhanen | Turotuuli        | Ari Hartikainen      | 51 570    |
| 2003 | Lahtis        | Apassi            | Markku Nurmi         | V.H. Suvitar     | Ari Moilanen         | 53 390    |
| 2004 | Rovaniemi     | Apassi            | Markku Nurmi         | V.H. Suvitar     | Ari Moilanen         | 47 696    |
| 2005 | Seinäjoki     | Santeri Dahlia    | Jukka-Pekka Kauhanen | Milia            | Veli-Erkki Paavola   | 57 728    |
| 2006 | Forssa        | Saran Salama      | Tapio Perttunen      | B. Helmiina      | Reijo Borgström      | 59 751    |
| 2007 | Kouvola       | Saran Salama      | Tapio Perttunen      | B. Helmiina      | Reijo Borgström      | 60 574    |
| 2008 | Jyväskylä     | Saran Salama      | Tapio Perttunen      | Velin Vinke      | Antti Teivainen      | 49 250    |
| 2009 | Villmanstrand | Patrikin Muisto   | Jouko Tarvainen      | I.P. Vipotiina   | Pertti Puikkonen     | 46 100    |
| 2010 | Uleåborg      | A.T. Eko          | Eero Hakkarainen     | I.P. Vipotiina   | Pertti Puikkonen     | 46 334    |
| 2011 | Tammerfors    | Villihotti        | Ari Moilanen         | I.P. Vipotiina   | Pertti Puikkonen     | 45 906    |
| 2012 | S:t Michel    | Erikasson         | Harri Koivunen       | Sirun Valpuriina | Jouni Törmänen       | 52 018    |
| 2013 | Kuopio        | Erikasson         | Harri Koivunen       | Marimin          | Arto Hammar          | 58 960    |
| 2014 | Björneborg    | Köppinen          | Ari Moilanen         | Mokomani         | Jukka-Pekka Kauhanen | 32 471    |
| 2015 | Joensuu       | Jokivarren Kunkku | Jorma Kontio         | Saaga S.         | Matti Nisonen        | 46 618    |
| 2016 | Åbo           | Vitter            | Mika Forss           | Saaga S.         | Matti Nisonen        | ca 54 000 |
| 2017 | Helsingfors   |                   |                      |                  |                      |           |
| 2018 | Rovaniemi     |                   |                      |                  |                      |           |